# Periscyphops alluaudi
Periscyphops alluaudi är en kräftdjursart som först beskrevs av Dollfus1892.  Periscyphops alluaudi ingår i släktet Periscyphops och familjen Eubelidae. Inga underarter finns listade i Catalogue of Life.